# Coppa Ronchetti 1987-1988
L'edizione 1987-1988 della Coppa europea Liliana Ronchetti è stata la diciassettesima della seconda competizione europea per club di pallacanestro femminile organizzata dalla FIBA Europe. Si è svolta dal 23 settembre 1987 al 3 marzo 1988.
Vi hanno partecipato trentaquattro squadre. Il titolo è stato conquistato dalla Dynamo Kiev, nella finale disputata ad Atene sulla Deborah Milano.
L'Ibla Priolo ha affrontato Kiev nella seconda fase: le sovietiche erano una squadra dalla grande precisione al tiro da tre e che giocava davanti a cinquemila spettatori.

## Preliminari
Le partite di andata si sono disputate il 23 e il 24 settembre, le partite di ritorno il 30 settembre.
| Squadra 1          | Totale  | Squadra 2            | Andata | Ritorno |
| ------------------ | ------- | -------------------- | ------ | ------- |
| YMCA London        | 126–176 | Visby AIK Basket     | 64-85  | 62-91   |
| UBC Media Wels     | 132–142 | SG München           | 64-76  | 68-66   |
| Esperance Pully    | 150–168 | Ment Thesaaloniki    | 90-80  | 60-88   |
| Kralovopolska Brno | 136–181 | Dinamo Kiev          | 77-79  | 59-102  |
| Alges Lisboa       | 102–208 | AS Montferrandaise   | 56-97  | 46-111  |
| Cents Luxembourg   | 80–213  | Mirande              | 47-98  | 33-115  |
| Barmer Wuppertal   | 170–126 | Runkster Hasselt     | 79-56  | 91-70   |
| Serron Serres      | 95–195  | EAC Budapest         | 53-98  | 42-97   |
| Elemens Sibenik    | 172–95  | Panathinaikos Athens | 101-52 | 71-43   |
| Unicar Cesena      | 174–150 | Wisla Cracow         | 95-71  | 79-79   |

## Ottavi di finale
Le partite di andata si sono disputate il 14 ottobre, le partite di ritorno il 21 ottobre.
| Squadra 1          | Totale  | Squadra 2           | Andata | Ritorno |
| ------------------ | ------- | ------------------- | ------ | ------- |
| Visby AIK Basket   | 127–149 | Deborah Milano      | 69-84  | 58-65   |
| SG München         | 123–167 | Racing Paris        | 70-75  | 53-92   |
| Partizan Belgrado  | 177–130 | Ment Thessaloniki   | 88-62  | 89-68   |
| Pecsi              | 119–162 | Dynamo Kiev         | 63-65  | 56-97   |
| AS Montferrandaise | 118–171 | Iskra Ljubljana     | 51-97  | 69-74   |
| AS Villeurbanne    | 144–148 | Ibla Enichem Priolo | 88-60  | 56-88   |
| Pangpati Atene     | 80–174  | Slavia VS Praga     | 53-74  | 27-100  |
| Mirande            | 158–172 | Sidis Ancona        | 93-76  | 65-96   |
| Barmer Wuppertal   | 154–172 | BSE Budapest        | 83-66  | 71-106  |
| Spartak Leningrado | 210–147 | EAC Budapest        | 107-68 | 103-79  |
| Hapoel Givat Haim  | 101–193 | Elemens Sibenik     | 43-97  | 58-96   |
| ZKK Vozdovac       | 128–131 | Unicar Cesena       | 75-72  | 53-59   |

## Gruppi quarti di finale

### Gruppo A
| Pos | Squadra        | G | V | P | PF  | PS  | DP   | Qualificazione              |        | DMI   | RPA   | PBE   |
| --- | -------------- | - | - | - | --- | --- | ---- | --------------------------- | ------ | ----- | ----- | ----- |
| 1   | Deborah Milano | 4 | 4 | 0 | 338 | 218 | +120 | Qualificata alle semifinali |        | —     | 81–47 | 62–51 |
| 2   | Racing Parigi  | 4 | 1 | 3 | 261 | 317 | −56  |                             |        | 64–91 | —     | 76–56 |
| 3   | BC Partizan    | 4 | 1 | 3 | 252 | 316 | −64  |                             | 56–104 | 89–74 | —     |       |

### Gruppo B
| Pos | Squadra             | G | V | P | PF  | PS  | DP  | Qualificazione              |       | DKI   | IDJ   | IEP   |
| --- | ------------------- | - | - | - | --- | --- | --- | --------------------------- | ----- | ----- | ----- | ----- |
| 1   | Dynamo Kiev         | 4 | 3 | 1 | 314 | 300 | +14 | Qualificata alle semifinali |       | —     | 89–76 | 65–58 |
| 2   | Iskra Delta-Jezica  | 4 | 2 | 2 | 310 | 305 | +5  |                             |       | 89–80 | —     | 78–66 |
| 3   | Ibla Enichem Priolo | 4 | 1 | 3 | 271 | 290 | −19 |                             | 77–80 | 70–67 | —     |       |

### Gruppo C
| Pos | Squadra            | G | V | P | PF  | PS  | DP  | Qualificazione              |       | VSP   | SAN   | BSE   |
| --- | ------------------ | - | - | - | --- | --- | --- | --------------------------- | ----- | ----- | ----- | ----- |
| 1   | Vysóke Školy Praha | 4 | 3 | 1 | 295 | 290 | +5  | Qualificata alle semifinali |       | —     | 63–60 | 75–74 |
| 2   | Sidis Ancona       | 4 | 3 | 1 | 321 | 314 | +7  |                             |       | 85–83 | —     | 97–93 |
| 3   | BSE Budapest       | 4 | 0 | 4 | 313 | 325 | −12 |                             | 71–74 | 75–79 | —     |       |

### Gruppo D
| Pos | Squadra            | G | V | P | PF  | PS  | DP  | Qualificazione              |        | SLE   | ESI    | UCE    |
| --- | ------------------ | - | - | - | --- | --- | --- | --------------------------- | ------ | ----- | ------ | ------ |
| 1   | Spartak Leningrado | 4 | 4 | 0 | 385 | 317 | +68 | Qualificata alle semifinali |        | —     | 100–85 | 89–68  |
| 2   | KK Elemes          | 4 | 1 | 3 | 306 | 336 | −30 |                             |        | 74–94 | —      | 100–83 |
| 3   | Unicar Cesena      | 4 | 1 | 3 | 300 | 338 | −38 |                             | 90–102 | 59–47 | —      |        |

## Semifinali
Le partite di andata si sono disputate il 10 febbraio, le partite di ritorno il 17 febbraio.
| Squadra 1          | Totale  | Squadra 2       | Andata | Ritorno |
| ------------------ | ------- | --------------- | ------ | ------- |
| Dynamo Kiev        | 131–121 | Slavia VS Praga | 77-65  | 54-56   |
| Spartak Leningrado | 162–168 | Deborah Milano  | 92-92  | 70-76   |

## Finale
| Arbitri: | Petrovic Warnick |

|             |            |           |
| Tkačenko 32 | Punti      | 30 Walker |
| Orsinin     | Allenatori | Galli     |

| Quintetto titolare | Quintetto titolare | Quintetto titolare | Pt | Rim | Ass |
| ------------------ | ------------------ | ------------------ | -- | --- | --- |
|                    |                    | Melnicenko         | 13 |     |     |
|                    |                    | Schipakina         | 4  |     |     |
|                    |                    | Pronina            | 12 |     |     |
|                    |                    | Vergun             | 2  |     |     |
|                    |                    | Maryna Tkačenko    | 32 |     |     |
|                    |                    | Desiatnichenko     | 6  |     |     |
|                    |                    | Evtushenko         | 21 |     |     |
|                    |                    | Vekhova            | 2  |     |     |
|                    |                    | Sinkova            | 2  |     |     |
|                    |                    | Mudrik             | 6  |     |     |
| Allenatore:        |                    |                    |    |     |     |
| Orsinin            |                    |                    |    |     |     |

| Dynamo Kiev |  | Deborah Milano |

| Quintetto titolare | Quintetto titolare | Quintetto titolare   | Pt   | Rim  | Ass  |
| ------------------ | ------------------ | -------------------- | ---- | ---- | ---- |
|                    |                    | Katia Magistrelli    | 1    |      |      |
|                    |                    | Antonella Galimberti | 8    |      |      |
|                    |                    | Rossi Francesca      | 10   |      |      |
|                    |                    | Cinzia Zanotti       | 20   |      |      |
|                    |                    | Susanna Padovani     | 3    |      |      |
|                    |                    | Valerie Walker       | 30   |      |      |
|                    |                    | Marina Pirani        | 7    |      |      |
|                    |                    | Jennifer Gillom      | 4    |      |      |
|                    |                    | Luigina Tusini       | n.e. | n.e. | n.e. |
|                    |                    | Ketty Citterio       | n.e. | n.e. | n.e. |
| Allenatore:        |                    |                      |      |      |      |
| Roberto Galli      |                    |                      |      |      |      |

## Squadra campione
- Squadra campione • Dynamo Kiev (1º titolo): Galyna Melnicenko, Schipakina, Pronina, Vergun, Maryna Tkačenko, Desiatnichenko, Evtushenko, Vekhova, Sinkova, Mudrik. Allenatore: Orsonin.